# Схендел, Артур ван
Артур Франсуа Эмиль ван Схендель (нидерл. Arthur van Schendel; 5 марта 1874 года, Батавия, Голландская Ост-Индия — 11 сентября 1946 года, Амстердам) — голландский писатель

. Среди его самых известных романов — «Влюбленный странник», «Фрегат „Йоханна Мария“», «Голландская драма», «Мир танцевальной вечеринки».

## Биография
Родился 5 марта 1874 года в Батавии.
Артур рано потерял отца, бывшего подполковника в колониальной армии Чарльза Джорджа Анри Франсуа ван Схендела, он скончался через год после возвращения в Нидерланды. Матери приходилось постоянно переезжать из одного города в другой в поисках дешёвого жилья.
Артур Схендел никогда не сдавал выпускных экзаменов в школе. Учился в театральной школе, но неизвестно, хотел ли он стать актёром.
Некоторое время был учителем в Англии и с 1901 года учителем английского языка в Нидерландах, учителем литературы в Эде (Гелдерланд), а затем в Сестри-Леванте (Италия) до 1945 года.
После трёх лет брака Ван Шендель потерял[уточнить] первую жену. Он женился повторно в 1908 году.
Ван Шендель был поклонником Германа Гортера. У него было много друзей в литературном мире: Герман Гортер, Виллем Витсен, Виллем Клоос и Альберт Вервей. Позже он познакомился с Яном Торопом и Артом ван дер Леу (с которыми у него была обширная переписка по вопросам стиля), Генриеттой Роланд Холст и её мужем Ричардом Роландом Холстом.
Читателей удивляет, что писал ван Схендел свои романы, действие которых происходит в Италии, — в Нидерландах, а действие романов в Нидерландах, — в Италии.
В 1938 году Ван Шендель был официально номинирован на Нобелевскую премию по литературе тремя профессорами голландской литературы — Н. А. Донкерслотом, П. Н. ван Эйком и К. Г. Н. де Воойс.
В 1945 году после освобождения Италии от войск фашистской Германии ван Схендел вышел на улицу, и с ним случился инсульт. С тех пор он был частично парализован. Его перевезли в Нидерланды, и он продолжал бороться за жизнь.
Писатель умер 11 сентября 1946 года в Амстердаме.
Артур ван Схендел был посмертно награждён первой премией П. К. Хофта (1947) за свою прозу.
Его сын, которого также звали Артур Ф. Е. ван Схендел (1910—1979), был генеральным директором Рейксмузеума Амстердама; его внук, также Артур ван Схендел, на протяжении многих лет был директором Амстердамского бюро UitBuro и руководителем отдела коммуникаций в муниципалитете Амстердама.

## Ранний (итальянский) период
Уже в своей первой публикации, средневековой повести « Дрогон» (1896 г., с иллюстрациями Мариуса Бауэра), ван Схендел показал себя независимым автором: ранним символистом в период преобладания натурализма . Выбранный период, а также атмосфера фатальности, предчувствия, загадочных возможностей вызывали восхищение. После "Дрогон"а последовали коротким неоромантические романы «Влюбленный бомж» (1904) и «Бродяга»(1907), которые впервые принесли ван Схенделу известность. В своем почти пространственном и вневременном авантюризме оба романа можно рассматривать как изображения полностью свободного существования, полного счастья, одиночества и меланхолии. Они написаны в духе символизма.

## Голландский период
Изобразив атмосферу бродяг ещё раз, хотя и более мрачно, в «Мероне. Дворянине» (1927), ван Схендел начал новый период с «Фрегат „Johanna Maria“» (1930), для которого характерно предпочтение девятнадцатого века и более конкретный, реалистичный стиль изложения. Книга принесла 55-летнему писателю поощрительную премию Maatschappij der Nederlandsche Letterkunde в Лейдене и завоевала большую читательскую аудиторию.
За этим романом следует ряд «голландских» романов, сопоставимых по стилю и тематике, в том числе «Ян Компаньи» (1932), «Де Ватерман» (1933), драма «Ина Холландса» (1935) и «Серые птицы» (1937). В почти хронологической интерпретации он описывает судьбы голландских граждан, шкиперов, торговцев и садоводов, чье маленькое существование определяется философско-религиозными проблемами детерминизма или свободы воли, судьбы или случая, наследственности или обстоятельств, человеческого греха и Божья благодать. Тихий эпический стиль переплетается с натурализмом.

## Поздний период
В своих поздних работах (также названных его «фантастическим» периодом биографом Ван Херикхёйзеном) ван Схендел представляет обновлённый взгляд на человечество: в «De wereld een dansfeest» (1938) он отказывается от всеведущего авторства. Он придает своим персонажам непознаваемое измерение, позволяя им существовать в основном в меняющихся историях их окружения или в общих законах поколений. Хороший тому пример — «Старый дом» (1946). Сначала ван Схендел увидел и вообразил сущность человека как желание, а затем как перекресток закона и совести, а в конце он представил себе множество явлений вокруг центра непостижимости.

## Романы
Ван Схендел был также и романистом. «Самогон» относится к его первому периоду . В 1930-х годах он написал многочисленные статьи в гаагской газете Het Vaderland, в которых четко прослеживаются характеристики как второго, так и третьего периода. Собранные в многочисленных томах, они представляют собой «великое авторство на небольшом пространстве» .

## Награды
- 1931 — Премия CW van der Hoogt за фрегат Johanna Maria

- 1933 — премия Толленса за все его творчество

- 1947 — Приз П. К. Хофта за «Старый дом»

## Произведения
- 1896 — Дрогон

- 1904 — Влюбленный бродяга

- 1907 — Заблудился бродяга

- 1908 — Честная охота

- 1910 — Шекспир

- 1913 — Гора мечты

- 1916 — Человек из Назарета

- 1919 — Пандорра

- 1920 — Тристан и Изольда

- 1921 — Цветущая любовь

- 1922 — Роза Анжелик, мечтатели о любви

- 1922 — Сафия

- 1923 — Ангиолино и весна

- 1923 — Белые фигуры

- 1924 — Древние итальянские города

- 1925 — Художественная литература о летних днях

- 1926 — Верлен

- 1927 — Самогон

- 1927 — Мерона, дворянин

- 1928 — Фратиламур

- 1929 — Флорентийские рассказы

- 1930 — Корабль-фрегат «Йоханна Мария» (роман)

- 1931 — Остров в Южном море

- 1932 — Ян Компаньи

- 1933 — Водолей

- 1934 — Воспоминания о глупом мальчике

- 1935 — Голландская драма

- 1936 — Богач

- 1936 — Авантюристы (сборник рассказов)

- 1937 — Серые птицы

- 1938 — Летнее путешествие

- 1938 — Ночи

- 1938 — Мир танцевальной вечеринки

- 1939 — Разное и такое же

- 1939 — Семь садов (роман)

- 1940 — Мистер Оберон и миссис

- 1941 — Ненавистник (роман)

- 1941 — Толстяк, нимфа и нуф (сборник рассказов)

- 1942 — Игра на природе

- 1942 — Возрождение Бедельмана (сборник рассказов)

- 1944 — Танец Бинша

- 1946 — Нидерланды (стихотворение)

- 1946 — Старый дом (роман)

- 1948 — Переходные тени

- 1951 — Канал удовольствий (сборник рассказов)

- 1976 — Собрание сочинений (1976—1978)

- 1989 — Воспоминания детства. Документ

## Книги об Артуре ван Схенделе
- Hans Anten, Wilbert Smulders, Joke van der Wiel, Nawoord. In: Hans Anten, Wilbert Smulders, Joke van der Wiel (ed.), Arthur van Schendel, Drie Hollandse romans. De waterman, Een Hollands drama, De grauwe vogels. Amsterdam, 2010, p. 495—552. (Deltareeks).

- Beschouwingen over Arthur van Schendel, Amsterdam, 1976 ISBN 90-290-0803-2

- Henk Buurman, Over Een Hollands drama van Arthur van Schendel, Amsterdam, 1979 ISBN 90-6287-874-1

- Henricus Petrus Antonius van Eijk, Mededelingsvormen bij Arthur van Schendel. Een stilistisch onderzoek, Assen, 1965 (proefschrift)

- G.H. 's-Gravesande, Arthur van Schendel. Zijn leven en werk, Amsterdam, 1949

- Jan Greshoff, Arthur van Schendel. Amsterdam, 1934

- F.W. van Heerikhuizen, Arthur van Schendel. Pessimist tegen wil en dank, Leiden, 1969

- Frederik Wilhelm van Heerikhuizen, Het werk van Arthur van Schendel. Achtergronden, karakter en ontwikkeling, Amsterdam, 1961 (proefschrift)

- R. Pulinckx, Arthur van Schendel. Zijn werk en zijn beteekenis, Diest, 1944

- L. Turksma, Het goede leven. Het werk van Arthur van Schendel. Een nieuwe analyse met samenvattingen van de inhoud en commentaren, Amersfoort, 1987

- Sonja Vanderlinden, De dansende burger. A. van Schendels sociale visie, Louvain-la-Neuve, 1980 (proefschrift)

- Charles Vergeer, Arthur van Schendel, 's-Gravenhage, 1983 ISBN 90-6291-144-7

- Charles Vergeer, Gewezen en gemaskerd. Over de jonge Arthur van Schendel, Leiden, 1988 ISBN 90-6412-071-4